# Portamieira
Portamieira (llamada oficialmente Porto Amieiro) es un lugar situado en la parroquia de Villamarín, del municipio español de Villamarín, en la provincia de Orense, Galicia.

## Toponimia
El lugar también es conocido por el nombre de Portamieiro.

## Demografía
| Gráfica de evolución demográfica de Portamieira entre 2000 y 2023 |
|                                                                   |
| Datos según el nomenclátor publicado por el INE.                  |